# Фредерікссунн (муніципалітет)
Фредерікссунн (дан. Frederikssund) — муніципалітет на березі Роскілле-фіорду в північній частині острова Зеландія у Столичному регіоні королівства Данія. Площа — 247 квадратних кілометрів. Адміністративний центр муніципалітету — місто Фредерікссунн.

## Населення
У 2012 році населення муніципалітету становило 44 345 осіб.